# Сырдарья-Туркестанский региональный парк
Сырдарья-Туркестанский государственный региональный природный парк (каз. Сырдария-Түркістан мемлекеттік өңірлік табиғи паркі) — особо охраняемая природная территория местного значения со статусом юридического лица, расположенная в Туркестанской области Казахстана.
Природный парк является единственным парком в Казахстане, где идет восстановление популяции бухарских оленей. Также, имеются наскальные рисунки, курганные могильники сакского периода, археологические памятники, относящиеся к городищу Отырар.

## Питомник тугайного оленя
На территории парка функционирует питомник тугайного оленя. В 2000 году на средства WWF в пойме Сырдарьи был построен вольер, в который были завезены первые 3 оленя в мае 2001 года. Позже в питомник дополнительно завозились олени из Карачингильского охотничьего хозяйства. В 2005 году из-за половодья на Сырдарье олени были переселены в Шымкентский зоопарк, где часть поголовья погибла. Более чем через год олени были возвращены в вольер. Для защиты от повторных наводнений в питомнике была построена насыпь. В 2009 году произведен первый выпуск 10 животных в дикую природу. В последующие годы выпуски животных из питомника продолжались. В конце 2019 года на территории Сырдарья-Туркестанского парка обитало 158 оленей: 83 животных в вольере и 75 на прилегающей территории. В 2020 году численность увеличилась до 174 особей: 93 в вольере и 81 на воле.
Планируется, что олени из питомника будут использованы для расселения в тугайных лесах вдоль Сырдарьи и в других регионах Казахстана. В 2018 году 5 оленей из питомника были переселены в Иле-Балхашский резерват.
| Год  | Кол-во | Год  | Кол-во |
| ---- | ------ | ---- | ------ |
| 2001 | 3      | 2008 | 29     |
| 2009 | 34     | 2010 | 40     |
| 2011 | 46     | 2012 | 54     |
| 2013 | 65     | 2014 | 81     |
| 2015 | 103    | 2016 | 126    |
| 2017 | 135    | 2018 | 156    |
| 2019 | 158    | 2020 | 174    |

## Филиалы
- Сырдарьинский филиал — 59 901 га
- Туркестанский филиал — 23 822 га
- Боралдайский филиал — 36 255 га[10]